# Helena Philippová
Helena Philippová (1. října 1919 Praha – 2. února 1986 Praha) byla divadelní, rozhlasová a dabingová režisérka, autorka rozhlasových her.

## Život
Před druhou světovou válkou začínala jako tanečnice. Po studiích na DAMU v roce 1952 nastoupila do kolektivu Československého rozhlasu jako externí dramaturgyně a vypracovala se na divadelní, rozhlasovou i dabingovou režisérku.
Byla manželkou klavíristy a skladatele Jiřího Maláska, později pak dlouholetou družkou vynikajícího jazzového kytaristy Vladimíra Tomka.
Po smrti svého partnera Tomka, který zemřel roku 1984, odešla do ústraní, kde si pak 2. února 1986 zvolila do značné míry drastický dobrovolný odchod ze světa.

## Dílo
- Film

V roce 1939 si zahrála roli studentky ve filmu Studujeme za školou.
- Divadelní režie a dramaturgie

Přispívala svými nápady a organizační činností již do prvních představení divadla Reduta Ivana Vyskočila. Dále stála při založení tří pražských divadel: divadla Semafor, v němž také roku 1961 režírovala hru Šest žen Jindřicha VIII., dále Divadla Na zábradlí a především Divadla Járy Cimrmana. V počátcích Divadla Járy Cimrmana zde působila jako režisérka. Dokonce i zkoušela se začínajícím souborem hrát ve hře Domácí zabijačka.
- Scénář

Byla autorkou textů a písní swingového hororového muzikálu pro dospělé z roku 1974 s hudbou Ivana Štědrého Spejbl versus Drakula, který měl jak podobu rozhlasovou, tak jevištní v Divadle Spejbla a Hurvínka, kde se s úspěchem hrál několik let.
- Rozhlas

S jejím jménem je v Československém rozhlase spojen zrod rozhlasového skřítka Hajaji, neboť vybrala hlas prvního vypravěče Vlastimila Brodského. Dramatizace textů a režie pohádek večerníčků Hajaji také patřily k její stálé práci. Nastudovala například Velkou pohádku doktorskou Karla Čapka. Jejím posledním titulem byla úprava a režie sedmidílného seriálu pohádek Hanse Christiana Andersena Ole Zavřiočka z roku 1985.
V rozhlase od roku 1966 režírovala i slavný hudebně-zábavní pořad Vinárna U Pavouka, kde se poprvé objevila postava Járy Cimrmana.